# 猫実 (浦安市)
猫実（ねこざね）は、千葉県浦安市の地名。現行行政地名は猫実一丁目から猫実五丁目。郵便番号は279-0004。

## 地理
古くからの浦安町域、元町地区に位置する。浦安市役所、浦安市立中央図書館が置かれるなど、行政上の中心となっており、地域の西部を東京メトロ東西線が通る。また、地域の南端を境川、西端を江戸川が流れる。
一丁目に浦安市役所、浦安市立中央図書館、市立東小学校、浦安市消防本部、二丁目に浦安猫実二郵便局、三丁目に東京シティ信用金庫浦安支店、四丁目に市立浦安小学校、中央公民館、五丁目に東京ベイ信用金庫浦安支店がある。
東は海楽、西は東京都江戸川区東葛西、南は堀江、北は当代島 ・北栄と接している。

### 河川
- 江戸川 - 地域の西端を流れる一級河川。東京都江戸川区との境となっている。
  - 浦安橋 - 浦安市内に2本存在する江戸川にかかる橋の1つ。
- 境川 - 地域の南端を流れる一級河川。猫実村と堀江村の境に位置することから境川と名付けられた。

### 地価
住宅地の地価は、2015年（平成27年）1月1日時点の公示地価によれば、猫実三丁目981番4外（住居表示：猫実三丁目19番14号）の地点で25万2,000円/m2となっている。

## 歴史

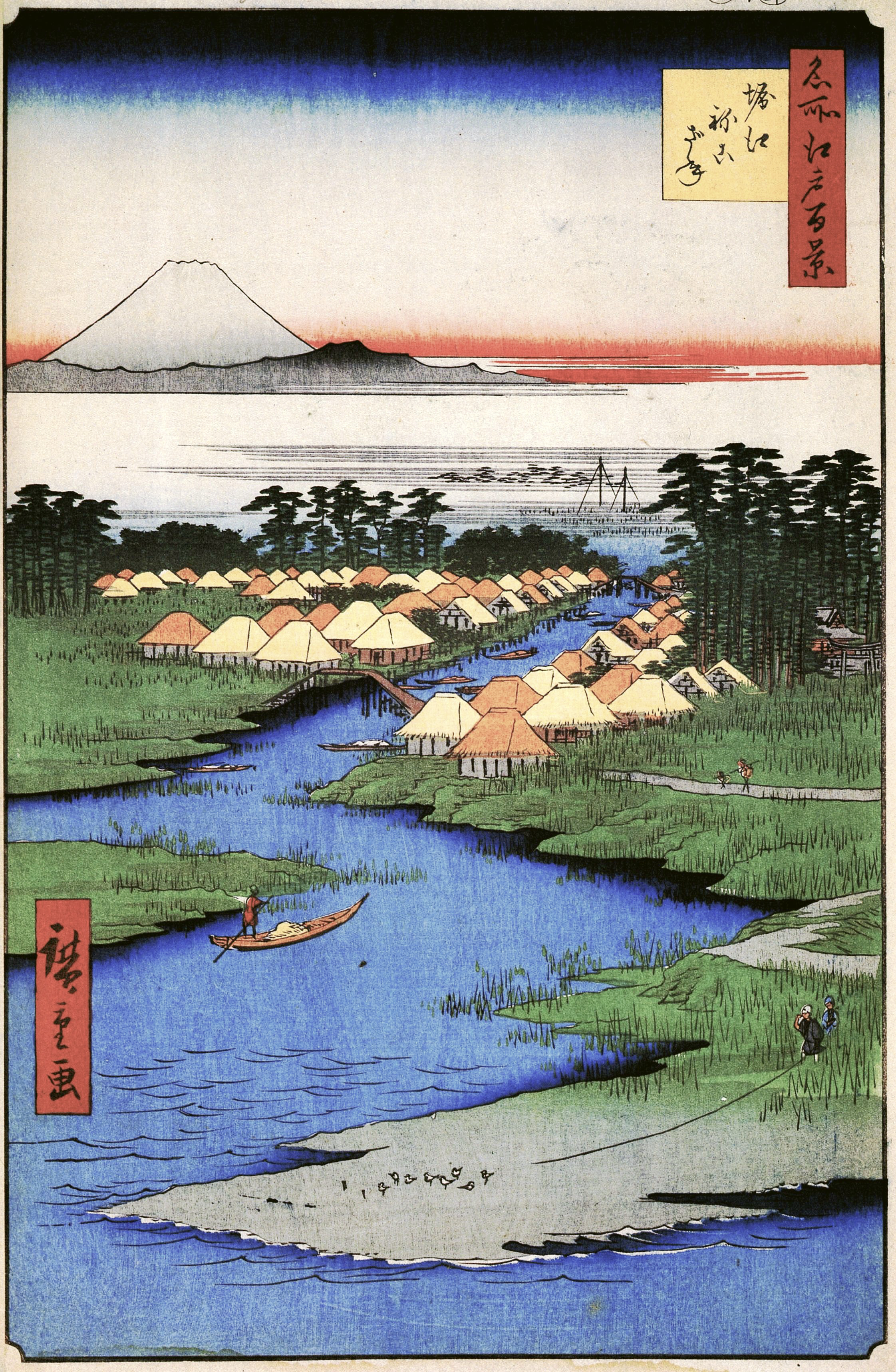
名所江戸百景「堀江ねこざね」。神明宮社の鳥居が見える右側の村が猫実村

1157年（保元2年）に地域内に神明宮社が創建されたと言われる。1417年（応永24年）の日英末寺等支配注文には「同国八幡猫真講」とあり、室町時代より下総国八幡荘の「猫真」として当地の名が見られる。江戸時代には「猫実村」となり、徳川領を経て1603年（慶長8年）からは幕府領となる。江戸初期には塩田が存在し、塩業が行われていたが、1629年（寛永6年）に塩浜が荒廃したことにより、塩浜の年貢が免除となった。以降は漁業及び稲作が中心の地域となり、一番土堤、二番土堤、三番土堤と称する堤防が築かれる。
村高は、「元禄郷帳」によると80石余り、「天保郷帳」によると203石余り、「旧高旧領」によると463石余り。「葛飾誌略」によると、約240軒、石高122石余り、ほか新田80石余りとなっており、大半が漁業に従事していた。また、肥料用巻貝となっていたキシャゴは猫実村のお触れなしには採取することができず、生魚などを江戸へ積みだしていた。隣接する堀江村（現:浦安市堀江・富士見の大部分）や、やや離れた船橋村（現:船橋市中心部）とは頻繁に漁場の争いが起きており、1782年（天明2年）には幕府評定所により審議が行われる。また、1788年（天明2年）には、漁場争いの犠牲となった3名の村民を弔うために、真言宗花蔵院に公訴貝猟願成の塔を建立する。
幕末には下総野鎮撫府を経て、下総知事県の管轄となる。また、1868年（明治元年）には地域内にある神明宮社が豊受神社へ改称。1869年（明治2年）には葛飾県、1871年（明治4年）には印旛県の管轄となり、1873年（明治6年）に千葉県となる。1878年（明治11年）の郡区町村制で大区小区の区分けは廃止され、同時に葛飾郡が東葛飾郡、西葛飾郡、南葛飾郡、中葛飾郡、北葛飾郡に分離し、東葛飾郡猫実村となる。また、1880年（明治13年）～1882年（明治15年）にかけては3年連続で大火災があり、猫実村内は大きな被害を被った。1889年（明治22年）3月1日には隣接する東葛飾郡当代島村、堀江村と合併し、猫実は浦安村の大字となる。浦安村発足時には浦安村役場が置かれていたが1895年（明治28年）に堀江へ移転。浦安村となった2年後の1891年（明治24年）時点の戸数は426戸、人口は2,250人で、船が286隻存在した。1898年（明治31年）には海苔の養殖が開始される。1909年（明治42年）には浦安村の町制施行により浦安町の大字となる。1960年（昭和35年）頃からは地域内で地盤沈下が発生したことにより自然排水が困難となり、猫実と当代島にかけて浦安北部土地改良区を設立、土地改良を始める。また、1969年（昭和44年）には営団地下鉄東西線が開通し、大字猫実（現在の北栄一丁目）に浦安駅が設置され、2年後の1971年（昭和46年）には漁業権を全面放棄し、約350年もの間漁業を中心としていた歴史に幕を閉じることとなる。同地に海岸部の埋立事業が積極的に行われるようになり、1964年（昭和39年）には町役場が地域内に移転。69年ぶりに行政の中心地となる。1981年（昭和56年）4月1日には浦安町の市制により浦安市の大字となり、同年10月1日には住居表示を施行。大字猫実は猫実一丁目～猫実五丁目、北栄一・三・四丁目となる。

### 地名の由来
鎌倉時代に、大津波で大きな被害を受けた集落の人達が豊受神社付近に堤防を築き、その上に大きな松の木を植え、この松に根を波浪が越さないように願い、「根越さね」と言われた。それが「猫実」と称されるようになったと言われる。また、かつては猫真とも書いたほか、歌川広重による「名所江戸百景」には「根古ざね」とも書かれている。

### 沿革
- 1782年（天明2年） 堀江村、船橋村との漁場争いの審議を幕府評定所によって行われる。
- 1869年（明治2年） 葛飾県が設置され、同県の管轄となる。
- 1871年（明治4年） 廃藩置県後の府県再編により印旛県葛飾郡猫実村となる。
- 1873年（明治6年） 県の統合により千葉県葛飾郡猫実村となる。
- 1878年（明治11年） 郡区町村編制法により葛飾郡が分割され、東葛飾郡猫実村となる。
- 1889年（明治22年） 東葛飾郡堀江村、当代島村と合併し、東葛飾郡浦安村大字猫実となる。
- 1909年（明治42年）9月1日 町制施行。東葛飾郡浦安町大字猫実となる。
- 1981年（昭和56年）
  - 4月1日 市制施行。浦安市大字猫実となる。
  - 10月1日 住居表示施行。猫実・欠真間の全域と海楽の一部より、猫実一丁目～五丁目を新設。浦安市猫実一丁目～五丁目となる。

### 地名の変遷
| 実施後     | 実施年月日    | 実施前（各大字ともその一部） |
| ---------- | ------------- | ---------------------------- |
| 猫実一丁目 | 1981年10月1日 | 猫実、海楽                   |
| 猫実二丁目 | 1981年10月1日 | 猫実                         |
| 猫実三丁目 | 1981年10月1日 | 猫実                         |
| 猫実四丁目 | 1981年10月1日 | 猫実                         |
| 猫実五丁目 | 1981年10月1日 | 猫実、当代島、欠真間         |

## 世帯数と人口
2017年（平成29年）10月31日現在の世帯数と人口は以下の通りである。
| 丁目       | 世帯数    | 人口    |
| ---------- | --------- | ------- |
| 猫実一丁目 | 926世帯   | 1,860人 |
| 猫実二丁目 | 1,571世帯 | 2,976人 |
| 猫実三丁目 | 888世帯   | 1,523人 |
| 猫実四丁目 | 1,077世帯 | 1,767人 |
| 猫実五丁目 | 1,150世帯 | 1,815人 |
| 計         | 5,612世帯 | 9,941人 |

## 小・中学校の学区
市立小・中学校に通う場合、学区は以下の通りとなる。
| 丁目       | 番地 | 小学校             | 中学校             |
| ---------- | ---- | ------------------ | ------------------ |
| 猫実一丁目 | 全域 | 浦安市立東小学校   | 浦安市立浦安中学校 |
| 猫実二丁目 | 全域 | 浦安市立東小学校   | 浦安市立浦安中学校 |
| 猫実三丁目 | 全域 | 浦安市立浦安小学校 | 浦安市立浦安中学校 |
| 猫実四丁目 | 全域 | 浦安市立浦安小学校 | 浦安市立浦安中学校 |
| 猫実五丁目 | 全域 | 浦安市立浦安小学校 | 浦安市立浦安中学校 |

## 施設
- 浦安市役所 -  猫実一丁目1番1号
- 浦安市消防本部（浦安市消防署） - 猫実一丁目19番22号
- 浦安市立浦安駅前保育園 - 猫実四丁目19番24号
- みのり保育園 - 猫実二丁目4番7号
- 浦安市立神明幼稚園 - 猫実一丁目18番43号
- 浦安市立若草幼稚園 - 猫実四丁目6番12号
- 浦安市立浦安小学校 - 猫実四丁目9番1号
- 浦安市立東小学校 - 猫実一丁目11番1号
- 浦安市立中央図書館 - 猫実一丁目2番1号
- 中央公民館 - 猫実四丁目18番1号
  - 浦安市立中央図書館中央公民館図書室
- 浦安市役所 - 猫実一丁目1番1号
- 東京シティ信用金庫浦安支店 - 猫実三丁目28番26号
- 東京ベイ信用金庫浦安支店 - 猫実五丁目18番16号
- 豊受神社 - 猫実三丁目13番1号